# Vicia hulensis
Vicia hulensis är en ärtväxtart som beskrevs av Plitmann. Vicia hulensis ingår i släktet vickrar, och familjen ärtväxter. Inga underarter finns listade i Catalogue of Life.
Exemplar av denna art har hittats i norra Israel. Den är en ettårig, liten klätterväxt med violett-vita blommor. Dess förhållande till en nyfunnen, troligen endemisk art Vicia Basaltica har undersökts och dess släktskap har diskuterats.